# Ben Cho
Ben Cho, es un actor estadounidense quien actualmente interpreta a Carl Nishioka en la serie The Last Ship.

## Carrera
En el 2010 obtuvo un pequeño papel en la película The Social Network donde interpretó a un joven que vive en los dormitorios.
En el 2013 apareció como invitado en la popular serie norteamericana General Hospital donde dio vida al universitario Clinton.
En el 2014 obtuvo su primer papel importante en la televisión cuando se unió al elenco recurrente de la primera temporada de la serie The Last Ship donde interpreta al suboficial Carl Nishioka, un miembro del centro de Información del USS Nathan James, hasta ahora.

## Filmografía

### Series de televisión
| Año             | Título           | Personaje          | Notas        |
| --------------- | ---------------- | ------------------ | ------------ |
| 2014 - presente | The Last Ship    | CPO. Carl Nishioka | 18 episodios |
| 2013            | General Hospital | Clinton "Clint"    | 2 episodios  |

### Películas
| Año  | Título              | Personaje | Notas |
| ---- | ------------------- | --------- | --- |
| 2010 | Party Till You Drop | Charlie   | corto - junto a Kyle Marie Colucci y Shelby Malone                                                                      |
| 2010 | The Social Network  | Joven     | junto a Jesse Eisenberg, Rooney Mara, Bryan Barter, Dustin Fitzsimons, Joseph Mazzello, Patrick Mapel y Andrew Garfield |

### Videojuegos
| Año  | Título                | Notas                       |
| ---- | --------------------- | --------------------------- |
| 2001 | 007: Agent Under Fire | prestó su voz para el juego |